# Claudia Brassard
Claudia Melati Brassard, coniugata Riebesehl (Kuala Lumpur, 3 marzo 1975), è un'ex cestista canadese con cittadinanza australiana.

## Carriera
Con il Canada ha disputato i Giochi olimpici di Sydney 2000, i Campionati mondiali del 2006 e quattro edizioni dei Campionati americani (1997, 1999, 2003, 2005).